# Острів Рузвельта (Антарктида)
Острів Рузвельта (англ. Roosevelt Island) — острів у Південному океані. Орієнтовна площа острова становить 7500 км² (92-ге місце у світі). Острів має протяжність 130 км з північного заходу на південний схід та завширшки 65 км. Найвища точка острова знаходиться на висоті 550 м над рівнем моря. Острів Рузвельта повністю покритий шаром криги.

## Історія
Острів Рузвельта був відкритий в 1934 році американським контр-адміралом Річардом Бердом, який назвав його на честь правлячого на той час президента США Франкліна Рузвельта.
Хоча острів потрапляє під дії Договору про Антарктику, він входить в так звану Територію Роса, на яку претендує Нова Зеландія.